# Seznam cerkva v Zagrebu
Seznam cerkva v Zagrebu.

## Rimskokatoliške
| Slika                     | Cerkev                                                      | Naslov                             | Dekanija     |
| ------------------------- | ----------------------------------------------------------- | ---------------------------------- | ------------ |
| Klikni za spremembo slike | Stolnica Marijinega vnebovzetja in sv. Štefana in Ladislava |                                    | katedralna   |
| Klikni za spremembo slike | Grkokatoliška sostolnica sv. Cirila in Metoda               |                                    | katedralna   |
| Klikni za spremembo slike | Bazilika sv. Antona Padovanskega                            | Sveti Duh                          | svetoduška   |
| Klikni za spremembo slike | Bazilika Srca Jezusovega                                    | Palmotićeva 31                     |              |
| Klikni za spremembo slike | Cerkev sv. Ane                                              | Rudeš                              |              |
| Klikni za spremembo slike | Cerkev sv. angelov (župnijska)                              | Savski gaj                         |              |
| Klikni za spremembo slike | Cerkev bl. Avguština Kažotića                               | Ivanićgradska 71, Peščenica        |              |
| Klikni za spremembo slike | Cerkev sv. Blaža                                            |                                    |              |
| Klikni za spremembo slike | Cerkev Brezmadežnega Srca Marijinega                        |                                    |              |
| Klikni za spremembo slike | Cerkev sv. Družine                                          |                                    |              |
| Klikni za spremembo slike | Cerkev sv. Duha                                             | Jarun                              |              |
| Klikni za spremembo slike | Cerkev sv. Emerika                                          | Šestine                            |              |
| Klikni za spremembo slike | Cerkev sv. Frančiška Asiškega                               |                                    | katedralna   |
| Klikni za spremembo slike | Cerkev sv. Frančiška Ksaverija                              |                                    |              |
| Klikni za spremembo slike | Cerkev sv. Hieronima                                        | Maksimirska cesta 125              |              |
| Klikni za spremembo slike | Cerkev sv. Janeza XXIII.                                    | Križnog puta 111                   |              |
| Klikni za spremembo slike | Cerkev sv. Janeza Evangelista (župnijska)                   | Utrina                             |              |
| Klikni za spremembo slike | Cerkev sv. Janeza Krstnika                                  | Nova ves 64 a                      |              |
| Klikni za spremembo slike | Cerkev sv. Janeza Nepomuka (župnijska)                      | Lučko                              |              |
| Klikni za spremembo slike | Cerkev sv. Jožefa                                           |                                    | trešnjevačka |
| Klikni za spremembo slike | Cerkev sv. Jurija in Marijinega imena (župnijska)           | Odra                               |              |
| Klikni za spremembo slike | Cerkev sv. Katarine                                         |                                    |              |
| Klikni za spremembo slike | Cerkev sv. Klare (župnijska)                                | Sveta Klara (Zagreb)               |              |
| Klikni za spremembo slike | Cerkev Kristusovega rojstva (župnijska)                     | Kajzerica                          |              |
| Klikni za spremembo slike | Cerkev Kristusovega telesa (župnijska)                      | Sopot                              |              |
| Klikni za spremembo slike | Cerkev Kristusovega vnebohoda (župnijska)                   | Sloboština                         |              |
| Klikni za spremembo slike | Cerkev sv. Križa (starokatoliška)                           |                                    |              |
| Klikni za spremembo slike | Cerkev sv. Križa                                            |                                    |              |
| Klikni za spremembo slike | Cerkev sv. Leopolda Mandića (župnijska)                     | Ljubljanica                        | trešnjevačka |
| Klikni za spremembo slike | Cerkev sv. Luke (župnijska)                                 | Božidara Magovca 101b, Travno      |              |
| Klikni za spremembo slike | Cerkev Lurške Matere Božje                                  |                                    |              |
| Klikni za spremembo slike | Cerkev sv. Marije (župnijska)                               | Dolac                              | katedralna   |
| Klikni za spremembo slike | Cerkev Marije Pomočnice                                     | Omiška 10, Knežija                 |              |
| Klikni za spremembo slike | Cerkev Marijinega vnebovzetja (župnijska)                   | Brezovica                          |              |
| Klikni za spremembo slike | Cerkev Marijinega vnebovzetja                               | Remete                             | remetska     |
| Klikni za spremembo slike | Cerkev sv. Marka                                            |                                    | katedralna   |
| Klikni za spremembo slike | Cerkev sv. Marka (župnijska)                                | Jakuševec                          |              |
| Klikni za spremembo slike | Cerkev sv. Marka Križevskega                                |                                    |              |
| Klikni za spremembo slike | Cerkev sv. Martina                                          |                                    |              |
| Klikni za spremembo slike | Cerkev sv. Mateja                                           | Sv. Mateja 87, Dugave              |              |
| Klikni za spremembo slike | Cerkev Matere Božje kraljice Hrvatov (župnijska)            | Remetinec                          |              |
| Klikni za spremembo slike | Cerkev Matere Svobode                                       | Jarun                              |              |
| Klikni za spremembo slike | Cerkev sv. Petra                                            | Vlaška 93                          |              |
| Klikni za spremembo slike | Cerkev sv. Simona in Jude Tadeja                            | Markuševečka cesta 203, Markuševec |              |
| Klikni za spremembo slike | Cerkev Sljemenske Matere Božje kraljice Hrvatov (župnijska) | Sljeme                             |              |
| Klikni za spremembo slike | Cerkev sv. Štefana (župnijska)                              | Botinec                            |              |
| Klikni za spremembo slike | Cerkev Srca Jezusovega                                      | Šalata                             |              |
| Klikni za spremembo slike | Cerkev sv. Vincencija Pavelskega                            |                                    |              |
| Klikni za spremembo slike | Cerkev Žalostne Matere Božje                                |                                    | kustošijska  |

### Kapele
| Slika                     | Kapela                               | Naslov        | Dekanija     |
| ------------------------- | ------------------------------------ | ------------- | ------------ |
| Klikni za spremembo slike | Kapela Corpus Domini                 |               | trešnjevačka |
| Klikni za spremembo slike | Kapela sv. Dizme                     | Kaptol ul. 16 | katedralna   |
| Klikni za spremembo slike | Kapela Kristusa Kralja               | Mirogoj       |              |
| Klikni za spremembo slike | Kapela Matere Božje od Kamnitih vrat |               | katedralna   |
| Klikni za spremembo slike | Kapela ranjenega Jezusa              |               | katedralna   |
| Klikni za spremembo slike | Kapela sv. Štefana                   | Kaptol ul. 31 | katedralna   |
| Klikni za spremembo slike | Kapela Žalostne Matere Božje         | Nova ves 40   |              |

## Pravoslavne, protestantske in starokatoliške
| Slika                     | Cerkev                                          | Naslov |
| ------------------------- | ----------------------------------------------- | ------ |
| Klikni za spremembo slike | Stolnica Gospodovega spremenjenja (pravoslavna) |        |
| Klikni za spremembo slike | Cerkev sv. Zlate Meglenske (pravoslavna)        |        |
| Klikni za spremembo slike | Evangeličanska cerkev                           |        |
| Klikni za spremembo slike | Cerkev sv. Antona (starokatoliška)              |        |
| Klikni za spremembo slike | Cerkev sv. Križa (starokatoliška)               |        |